# Брандлер, Генрих
Ге́нрих Бра́ндлер (нем. Heinrich Brandler; 3 июля 1881, Варнсдорф — 26 сентября 1967, Гамбург) — немецкий коммунист, председатель Коммунистической партии Германии в 1921—1924 годах, с конца 1920-х годов — лидер Коммунистической партии — Оппозиция.

## Биография
Брандлер родился в 1881 году в богемской деревне Варнсдорф (ныне Чехия). Происходил из рабочей семьи, придерживавшейся социал-демократической ориентации. После окончания народной школы в возрасте 15 лет поступил в ученики к каменщику. С 1897 года активно занимался работой в профсоюзах. 
В 1901 году вступил в СДПГ. Тогда же под влиянием дискуссии на Любекском социал-демократическом партейтаге (съезде) стал серьёзно интересоваться теоретическими вопросами социалистического и рабочего движения. Находился на революционно-социалистическом, левом крыле СДПГ, под идейным влиянием Розы Люксембург, Франца Меринга, Парвуса, Карла Каутского, а позднее Антона Паннекука и Карла Радека. На Бременском съезде 1904 года примкнул к Карлу Либкнехту, выступавшему за создание социалистического юношеского движения в Германии и настаивавшему на решительной борьбе с милитаризмом. С 1909 по 1914 год живёт в Цюрихе.
Во время Первой мировой войны выступал с антивоенных позиций как противник политики социал-демократического руководства в отношении войны. Присоединяется к Интернационалистической группе Карла Либкнехта и Розы Люксембург, в 1915 году вместе с Фрицем Геккертом исключён из СДПГ. Был делегирован группой на Циммервальдскую конференцию, но не пропущен полицией через германско-швейцарскую границу. Состоял в Группе «Спартак» с момента её учреждения в январе 1916 года.
В 1918 году на некоторое время был за свою политическую деятельность депортирован из Германии как австро-венгерский подданный; в конце того же года был одним из создателей компартии Германии. С 1919 по 1923 год член Центрального комитета КПГ. Вернувшись в Хемниц, основал там коммунистическое издание «Der Kämpfer», организовывал рабочие советы и построил сильную партийную ячейку, которая вместе с социал-демократами в дни Капповского путча провозгласила советскую власть в противовес националистам.
При помощи Коминтерна фракция Брандлера взяла КПГ под свой контроль, и он сменил Пауля Леви в качестве руководителя партии в феврале 1921 года. Во время Мартовского восстания 1921 года стоял на левых позициях. В связи с восстанием арестован и в июне 1921 года осужден на 5 лет тюрьмы. Вплоть до амнистии скрывался в Советском Союзе, где работал по линии Коминтерна и Профинтерна, в 1922—1923 годах был членом Президиума Исполкома Коминтерна. На посту лидера КПГ его временно заменял его союзник Эрнст Мейер.
Вернувшись в Германию в августе 1922 года, вместе с Августом Тальгеймером во время революционных событий в 1923 году занимал пост сопредседателя партии. Руководство Брандлера — Тальгеймера выступило тогда против вооруженного восстания, а сам Брандлер входил с социал-демократами в коалиционное правительство Саксонии. Эта линия подвергалась критике левым крылом партии во главе с Рут Фишер и Аркадием Масловым.
В 1924 году обвинён в «политических ошибках», отстранен от руководства КПГ, выведен из состава её ЦК и выехал в СССР. После кратковременного пребывания в Казахстане жил в Москве до 1928 года, работая в ВСНХ СССР и Крестинтерне (от работы в Коминтерне отстранён с 1925 года). В это время руководство КПГ находилось в руках Фишер и Маслова, которые в 1925 году были выведены из руководства, а в 1926 за поддержку Объединённой оппозиции в ВКП(б) исключены из партии.
Брандлер возвращается в Германию после возобновления компартией в 1928 году под руководством Тельмана и Реммеле ультралевого курса. Выступает против провозглашаемой КПГ и Коминтерном тактики «третьего периода» и борьбы с социал-демократией как «социал-фашизмом»; поддерживает Правую оппозицию Бухарина, Рыкова и Томского в Советском Союзе.
В 1929 году исключён из КПГ, и вместе с Тальгеймером, Паулем Фрёлихом и Якобом Вальхером создает Коммунистическую партию — Оппозиция (КПО). Участвует в объединении своих сторонников в других странах, итогом чего становится учреждение Международной коммунистической оппозиции. Рассматривая перспективу прихода к власти фашистов, сторонники Брандлера активно проводят агитацию в поддержку единого фронта Коммунистической, Социал-демократической и Социалистической рабочей партии Германии.
После прихода Гитлера к власти в 1933 году эмигрировал сначала в Страсбург, затем в Париж, откуда вместе с Тальгеймером руководил работой КПО в эмиграции. В 1939 году интернирован, в 1941 году уехал на Кубу. В 1949 году Брандлер возвращается из Великобритании в Западную Германию, где создает Группу рабочей политики (Gruppe Arbeiterpolitik), идеологически являющуюся преемницей КПО. Он также активно переписывался с Исааком Дойчером.
Генрих Брандлер умер в Гамбурге в 1967 году и был похоронен на Ольсдорфском кладбище.